# Sombras y figuras
Sombras y figuras  é o vigésimo sétimo álbum de estúdio da boy band porto-riquenha Menudo, lançado em 1988, pela gravadora Melody. A lista de faixas inclui canções de uma série de compositores que eram bastante populares naquela época, como o argentino Miguel Mateos. Faziam parte do grupo nessa época Ricky Martin, Sergio Blass, Rubén Gómez, Angelo García, e o novo integrante Robert Avellanet.
Com o álbum, o Menudo obteve seu melhor desempenho comercial na parada musical Latin Pop Albums, da revista Billboard (alcançou o Top  20), bem como o seu segundo melhor desempenho (alcançou o Top 40), durante os anos de 1980, com o single "Historia del primer amor", na Hot Latin Songs, da mesma revista.

## Integrantes e bastidores

O novo integrante Robert, junto com os membros Ricky Martin, Sergio, Angelo e Ruben, em 1989.

Integravam o quinteto nesse período os cantores Ricky Martin, Sergio Blass, Rubén Gómez, Angelo García, e Robert Avellanet que substituiu Raymond Acevedo. Robert, que tinha 12 anos quando entrou no grupo, e é sobrinho do cantor porto-riquenho Chucho Avellanet, teve sua primeira aparição no programa de televisão Noche de Gala.
Raymond Acevedo, membro desde 1985, deixou a banda aos 16 anos. A decisão foi motivada por diferenças administrativas e pela falta de segurança com a nova gestão. A venda do Menudo para investidores panamenhos, foi realizada em 1987, e a gestão do grupo havia modificado o sistema de remuneração dos integrantes, que passaram de um salário fixo para uma porcentagem nos lucros. Embora a saída de Raymond estivesse prevista para o final de setembro ou início de outubro, ela foi antecipada por esses fatores. Em entrevista, o pai do cantor informou que Raymond poderia considerar um retorno ao mundo do entretenimento no futuro.
Esse seria o último álbum gravado por Ricky Martin como membro da banda. Durante uma coletiva de imprensa nos estúdios da gravadora Melody, localizado na capital mexicana, ele revelou que sua despedida seria durante a turnê promocional em Porto Rico, na apresentação que seria realizada na última semana de julho daquele ano (1989), no Teatro de Bellas Artes de San Juan. Em sua autobiografia o cantor disse que a escolha do local foi perfeita, visto que sua primeira apresentação ocorreu no mesmo lugar.

## Divulgação
Em outubro de 1988, o jornal La Opinion informou que o grupo estaria no México, no mês seguinte, para promover por todo o país o álbum Sombras y figuras. A promoção incluiria entrevistas, aparições em programas de televisão e rádio, além de shows em diversas cidades do país. Segundo a publicação, na ocasião, o grupo se apresentaria com seu novo integrante Roberto Avellanet.
Em 1989, o grupo se apresentou no Teatro Teresa Carreño, durante os Prêmios Ronda, onde também foi apresentado o substituto de Ricky Martin, Rawy.

## Singles
Foram lançados no formato físico os singles "En mis sueños" e "Niña luna". A canção "Historia del primer amor", atingiu o Top 20 na parada musical da revista Billboard, Hot Latin Songs, na posição de número 34, permanecendo entre as canções mais bem comercializadas/executadas por apenas uma semana (25 de fevereiro de 1989). A canção "Gafas oscuras"  atingiu as primeiras posições nas paradas de música do México, e da Venezuela.

## Desempenho comercial
O álbum obteve o melhor desempenho comercial do Menudo na parada musical Latin Pop Albums, da revista Billboard. Atingiu o pico na posição de número 16 e permaneceu na tabela de mais vendidos durante treze semanas consecutivas, a maior duração que o grupo conseguiu com um de seus álbuns na lista. De acordo com o livro Menudo: el reencuentro con la verdad, o álbum ganhou um disco de platina em menos de quatro semanas por suas vendas.

## Lista de faixas
- Créditos adaptados dos LP Sombras y figuras, de 1988.[14]

| N.º | Título                     | Compositor(es)  | Cantor(es)       | Duração |  |
| 1.  | "Dulces dieciséis"         | Miguel Mateos   | Rubén Gómez      | 3:50    |  |
| 2.  | "Primero lo primero"       | Pedro Galy      | Sergio Blass     | 4:13    |  |
| 3.  | "Auxilio"                  | Lara y Monarrez | Ricky Martin     | 3:46    |  |
| 4.  | "Historia del primer amor" | Lara y Monarrez | Robert Avellanet | 3:35    |  |
| 5.  | "Escapando de ti"          | Carlos Gaviola  | Angelo García    | 3:45    |  |
| 6.  | "Jóvenes"                  | Lara y Monarrez | Sergio Blass     | 3:58    |  |
| 7.  | "En mis sueños"            | William Luke    | Angelo García    | 3:22    |  |
| 8.  | "Gafas oscuras"            | Pedro Gely      | Ricky Martin     | 3:55    |  |
| 9.  | "Niña luna"                | Riba Campos     | Rubén Gómez      | 3:48    |  |
| 10. | "Serenata Rock'N Roll"     | Pedro Gely      | Robert Avellanet | 3:29    |  |

## Tabelas

### Tabelas semanais
| Tabela musical (1988)                       | Melhor posição |
| ------------------------------------------- | -------------- |
| Estados Unidos (Billboard Latin Pop Albums) | 16             |

## Certificações
| Região     | Certificação |
| ---------- | ------------ |
| Porto Rico | Platina      |